# Amblyeleotris wheeleri
Amblyeleotris wheeleri är en fiskart som först beskrevs av Nicholas Vladimir Polunin och Lubbock, 1977.  Amblyeleotris wheeleri ingår i släktet Amblyeleotris och familjen smörbultsfiskar. Inga underarter finns listade i Catalogue of Life.

## Bildgalleri

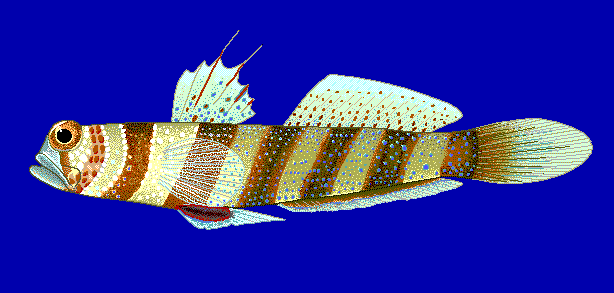